# Боткин, Пётр Сергеевич
Пётр Сергеевич Боткин (2 сентября 1865 — 9 июля 1933, Веве) — русский дипломат. Сын Сергея Петровича Боткина, брат Евгения Сергеевича Боткина.

## Биография
В 1887 году, после окончания юридического факультета Петербургского университета, поступил на службу в Министерство иностранных дел Российской империи: сотрудник миссии в Вашингтоне (1890—1895), в Софии (1896—1899), посольства в Лиссабоне (1899—1901), миссии в Брюсселе (1901—1906), посольства в Лондоне (1906—1907), министр-резидент в Марокко (1907)..
Камергер (1907), действительный статский советник (1908).
По воспоминаниям М. А. Таубе, в 1914 году Боткин рассматривался как возможная кандидатура на пост министра иностранных дел.
После Октябрьской революции (1917) жил в эмиграции во Франции и Швейцарии. Один из учредителей в Париже Общества друзей Русского музея (1930).

## Сочинения
- Pierre Botkine. Des morts sans tombes. P., 1921.
- Боткин П. С. Картинки дипломатической жизни. — Париж: Изд. Е.Сияльской, 1930. — 188 с. (недоступная ссылка)
- Что было сделано для спасения Императора Николая II // Русская летопись. Книга 7. Париж, 1925.